# Florida (Buenos Aires)
Florida is een plaats in het Argentijnse bestuurlijke gebied Vicente López in de provincie Buenos Aires. De plaats telt 59.844 inwoners.

## Geboren
- Hernán Crespo (1975), voetballer en voetbaltrainer
- Erik Lamela (1992), voetballer